# Anachalcos schultzi
Anachalcos schultzi là một loài bọ cánh cứng trong họ Bọ hung (Scarabaeidae).